# アクロス・ザ・ユニバース (映画)
『アクロス・ザ・ユニバース』 (Across The Universe) は、2007年製作のミュージカル映画。

## 概要
ビートルズの楽曲33曲で描かれたミュージカル映画。全米では23館の限定公開でスタートしたが、その後クチコミなどの効果により964館まで拡大。第80回アカデミー賞では衣装デザイン賞に、第65回ゴールデングローブ賞では作品賞 (ミュージカル・コメディ部門)に、第50回グラミー賞では最優秀サウンドトラック賞にノミネートされた。また、キャストは吹き替えなしで歌を歌っている。
映画館大賞「映画館スタッフが選ぶ、2008年に最もスクリーンで輝いた映画」第39位。

## キャスト
| 役名         | 俳優                           | 日本語吹替 |
| ------------ | ------------------------------ | ---------- |
| ルーシー     | エヴァン・レイチェル・ウッド   | 園崎未恵   |
| ジュード     | ジム・スタージェス             | 川田紳司   |
| マックス     | ジョー・アンダーソン           | 川本克彦   |
| セディ       | デイナ・ヒュークス             | 田村聖子   |
| ジョジョ     | マーティン・ルーサー・マッコイ | 楠大典     |
| プルーデンス | T.V.カーピオ                   |            |

### カメオ出演
- ボノ
- ジョー・コッカー
- サルマ・ハエック
- ハリー・J・レニックス
- ディラン・ベイカー

## スタッフ
- 監督：ジュリー・テイモア
- 原案：ジュリー・テイモア
- 撮影：ブリュノ・デルボネル
- プロダクションデザイン：マーク・フリードバーグ
- 衣装デザイン：アルバート・ウォルスキー
- 編集：フランソワーズ・ボノー
- 音楽：エリオット・ゴールデンサール
- 振付：ダニエル・エズラロー